# Relaciones Perú-República de China
Las relaciones Perú-Taiwán (en chino: 秘魯台關係) son las relaciones entre la República del Perú (América del Sur) y la República de China (Asia Oriental). Dichas relaciones oficialmente se encuentran anuladas desde 1971, aunque de facto siguen manteniendo conversaciones. Ambos son miembros del APEC y OMC.

## Historia

### Antecedentes
Las relaciones diplomáticas entre Perú y la China imperial se remontan al primer año de Guangxu en la dinastía Qing. El 11 de diciembre de 1875, los dos países firmaron el "Tratado de Amistad y Comercio China-Perú" y establecieron oficinas de representación diplomática y se enviaron enviados unos a otros.
El 12 de febrero de 1912, la naciente República de China del Kuomintang heredó las relaciones diplomáticas entre la Dinastía Qing y Perú y envió representantes diplomáticos al país sudamericano.
El 5 de mayo de 1913, Perú reconoció al nuevo régimen de la República de China y estableció relaciones diplomáticas a nivel ministerial. Se estableció la embajada de la República de China en Lima, y envió un ministro (al mismo tiempo se desempeñó como ministro en Brasil, y luego el enviado concurrente fue cambiado a enviado especial).
El 1 de septiembre de 1944, se establecieron relaciones diplomáticas a nivel de embajadores, y la embajada ministerial se ascendió a la Embajada de la República de China en la República del Perú, y se envió un embajador.
Después de que el gobierno de la República de China fue exiliada a la isla de Taiwán en 1949, los dos países continuaron manteniendo relaciones diplomáticas.
El 22 de mayo de 1961 llegó a Taiwán el presidente del Perú Manuel Prado Ugarteche, quien fue al Aeropuerto de Taipéi Songshan para ser recibido por Chiang Kai-shek con un saludo militar.
El 28 de abril de 1970, el presidente del Consejo de Ministros del Perú Ernesto Montagne Sánchez llegó a Taiwán para una visita.

### Ruptura de relaciones
El 2 de noviembre de 1971, Perú rompió relaciones diplomáticas con la República de China a favor de la República Popular China. El día 3 se cerró la embajada peruana en Taipéi.
El 29 de abril de 2019, 51 miembros del Congreso de la República del Perú firmaron un comunicado pidiendo la participación de Taiwán en la Organización Mundial de la Salud (OMS), incluido el vicepresidente del Congreso y el presidente de la Comisión de Relaciones Exteriores, Salud, Ciencia y Tecnología, Educación, Energía y Minería, Cultura, Integridad, Comercio Exterior y Turismo.
En mayo de 2020, un total de 71 miembros del "Club Formosa" de Perú y otros 9 países de América enviaron una carta al director general de la Organización Mundial de la Salud (OMS), Tedros Adhanom, pidiendo a la OMS que se enfrente a la necesidad y urgencia de que la República de China partícipe en el sistema mundial de salud.

## Actualidad
El 1 de enero de 1978, la República de China estableció el Centro de Comercio del Lejano Oriente en Perú en la capital Lima. El 5 de noviembre de 1990, el presidente peruano Alberto Fujimori (japonés-peruano) aprobó la Orden Ejecutiva Suprema RE014 y acordó cambiar el nombre del Centro de Comercio del Lejano Oriente a Oficina Económica y Cultural de Taipéi en Perú, que tiene carácter de embajada que luego recibió el nombre formal de «Oficina Representativa Económica y Cultural de Taipéi en el Perú».
En agosto de 1988, Perú estableció la Oficina de Consultoría y Promoción Comercial de la Cuenca del Pacífico en la capital taiwanesa de Taipéi, pero cerró en 1989. El 3 de marzo de 1994, se estableció una oficina comercial peruana equivalente en Taipéi (en español: Oficina Comercial del Perú en Taipéi).
En marzo de 2020, con respecto a la pandemia de COVID-19, el gobierno peruano declaró el estado de emergencia el día 16, restringiendo el movimiento de personas y el despegue y aterrizaje de la aviación civil, lo que provocó que unos 150 pasajeros taiwaneses varados en Perú no pudieran salir. el país. La Oficina Económica y Cultural de Taipéi en Perú coordinó con el Ministerio de Relaciones Exteriores, el ejército peruano, Peru South American Airlines y la Agencia de Viajes Taiwan Lion. Luego de obtener los permisos de vuelo, el primer vuelo fletado envió 72 pasajeros taiwaneses fuera del Perú. En cuanto al segundo vuelo chárter, considerando que el número de pasajeros taiwaneses varados es limitado y el costo de un solo vuelo chárter es demasiado alto, está liderado por la oficina y coopera con las embajadas y consulados de Japón, Singapur y Malasia en Perú; con un total de 55 taiwaneses, 34 estadounidenses, 29 japoneses, 14 pasajeros de Singapur y 7 de Malasia varados llegaron a Miami, Estados Unidos, y fueron trasladados de regreso a sus respectivos países. Otros 22 pasajeros taiwaneses se quedaron en Perú por diferentes razones. La oficina también agradeció al gobierno peruano por dar una vez más prioridad a la aprobación de los derechos de vuelos chárter de Taiwán.

## Visas
Los ciudadanos de la República de China que tengan un pasaporte de la República de China pueden ingresar al Perú sin visa para una estadía de hasta 183 días, pero la Oficina de Inmigración del Perú emite visas válidas por 90 días para los viajeros en general. Viajar a la cuenca del Amazonas debe vacunarse contra la fiebre amarilla con anticipación. No es necesario que solicite una visa si transita por Perú. Dado que la Oficina Comercial Peruana en Taipéi no tiene una función consular, los asuntos de visas se pueden consultar en el Consulado Peruano en Hong Kong.
Los ciudadanos peruanos que posean un pasaporte peruano pueden ingresar a la República de China con una visa electrónica para una estadía de hasta 30 días sin prórroga, y no se cobran las tarifas de visa.

### Advertencias relacionadas
Ante el brote de COVID-19, la Clasificación de Alerta de Viaje al Extranjero del Ministerio de Relaciones Exteriores de la República de China clasifica al Perú como alerta roja: no es recomendable ir, y es recomendable salir del país tan pronto como sea posible (emitido el 21 de marzo de 2020).

## Intercambio económico

### Comercio
La Oficina de Comercio Internacional del Ministerio de Economía estableció la Sección Económica de la Representación del Perú en la capital Lima.
En 2020, Perú es el 55 ° socio comercial más grande, el 51 ° socio de importación y el 50 ° socio de exportación más grande de la República de China. El valor de las exportaciones a Perú fue de US $ 188,13 millones, una disminución interanual del 18,169%. El valor de las importaciones desde Perú fue de US $ 229.149.411, una disminución interanual de 5.718%. El comercio ha superado (déficit) US $ 411.018.683, un aumento anual de 212.060%; en 2019, Perú fue el 52o socio comercial más grande, el 48o socio de importación más grande y el 50o socio de exportación más grande de la República de China.

### Inversiones
Al 2014, hay alrededor de 30 empresarios taiwaneses en Perú con una inversión total de 150 millones de dólares estadounidenses. La mayoría de las inversiones se han realizado en Estados Unidos, Chile y Ecuador, y la mayoría son empresas unipersonales. Las categorías de la industria incluyen: comercio (motores usados, motocicletas, bicicletas, autopartes, máquinas de coser y repuestos industriales, productos de información, vajillas, juguetes y regalos, procesamiento de madera y mariscos, etc.), industrias de servicios (agencias de envío, agencias de viajes, hoteles , ocio y entretenimiento, etc.) y desarrollo inmobiliario. La distribución de los empresarios taiwaneses es principalmente en la capital Lima, la segunda ciudad más grande (Trujillo), la tercera ciudad más grande (Arequipa), la cuarta ciudad más grande (Chiclayo), la zona franca de Tacna en el sur y Pucallpa, un área de producción forestal en el este. También hay algunos empresarios taiwaneses en otros lugares.
Empresas de tecnología taiwanesas como Acer Inc., ASUS, Gigabyte Technology y otras marcas han sido comercializadas en Perú y promovidas las ventas a través de agentes a través del método "Pedidos de Taiwán, envíos desde China continental".ASUS y Gigabyte Technology también instalaron una estación de ventas y mantenimiento en Perú.
Organización actualmente establecida: Cámara de Comercio Perú-Taiwán, con unos 30 miembros.

## Diáspora
La inmigración china al Perú comenzó en 1849 (el año 29 de Daoguang en la dinastía Qing) La población china actual supera los 2 millones, pero solo hay unos 300 taiwaneses en el extranjero.
El 10 de agosto de 2002, se estableció la rama peruana de la Alianza Democrática y por la Paz de China.

## Asistencia internacional
El 15 de agosto de 2007, ocurrió un gran terremoto en Perú. Además de donar US $ 100.000, el gobierno de la República de China envió un equipo médico de cinco personas a la zona del desastre para ayudar en las operaciones de rescate. Se convirtió en el primer equipo de rescate extranjero en llegar a El Ministro de Salud del Perú también expresó públicamente su agradecimiento.

## Educación
La Universidad Nacional Chengchi de Taiwán y la Universidad Nacional Mayor de San Marcos de Perú han firmado un convenio de intercambio de estudiantes. Desde 2008, de 1 a 3 estudiantes de la Universidad Nacional Chengchi han ido a Perú a estudiar durante 6-12 meses cada año. Estudiantes de la Universidad Nacional Mayor de San Marcos son seleccionados a través de becas para Taiwán. A partir de 2017, 151 estudiantes peruanos han recibido becas de Taiwán o becas chinas para estudiar en Taiwán.
Cada año, 5-6 jóvenes de los dos países viajan a Taiwán a Perú y viceversa para estudiar durante un año a través del Programa de Intercambio Juvenil de Rotary Internacional, programa que se implementó durante 9 años en 2016.